# 33219 De Los Santos
1998 FN107 (asteroide 33219) é um asteroide da cintura principal. Possui uma excentricidade de 0.16215460 e uma inclinação de 6.67687º.
Este asteroide foi descoberto no dia 31 de março de 1998 por LINEAR em Socorro.